# Родионов, Вячеслав Григорьевич
Родио́нов Вячесла́в Григо́рьевич (род. 21 июня 1938, Рыбинск, Ярославская область) — российский писатель, искусствовед, член Союза писателей России, кандидат исторических наук.

## Биография
Родился 21 июня 1938 года в городе Рыбинск Ярославской области, куда в результате репрессий в отношении отца родители уехали из казачьей станицы Каменской бывшей области Войска Донского на строительство Рыбинского водохранилища.
В 1940 году родителями был привезен на родину предков в Каменск-Шахтинский Ростовской области, где находился во время ВОВ в оккупации, затем учился в средней школе. После её окончания работал на химкомбинате и писал в местную газету «Труд», будучи внештатным корреспондентом.
В 1956—1957 годах работал ассистентом второго оператора на съемках фильма «Тихий Дон» С. А. Герасимова по известному и одноимённому роману М. А. Шолохова. В 1957 году был призван на срочную службу в армию г. Новочеркасск.
В 1960—1965 годах учился в Ленинградском Государственном университете по специальности искусствоведение.
В 1992 году защитил диссертацию на соискание ученой степени кандидата исторических наук по теме «Исторический опыт развития и пути перестройки управления музейным делом в РСФСР».

## Карьера
Работал директором Областного Дома народного творчества в Луганске, заместителем начальника Управления культуры Камчатской области, начальником отдела художественной самодеятельности Министерства культуры РСФСР.
С конца 1970-х годов Вячеслав Григорьевич был заведующим отдела проблем управления в сфере культуры в НИИ культуры Министерства культуры РСФСР и одновременно ученым секретарём Секции социально-экономических проблем культуры Академии наук СССР, которую возглавлял академик C. С. Шаталин.
Затем руководил отделом управления культурой Лаборатории социально-экономических проблем Государственного проектного института «Гипротеатр».
За этот период Вячеславом Григорьевичем написано большое число научных статей и методических разработок по организации культурной деятельности населения. Выпустил две книги, был научным редактором ряда научных сборников по проблемам культуры.
С 1997 года — директор Научно-производственного центра «Ролеанс», осуществлявшего разработку социальных проектов и программ для культуры и социальной сферы, а также проводивший деловые игры и семинары повышения квалификации работников культуры и социальной сферы.

## Публикации
Среди изданных: роман-дилогия «Казачий присуд», сборники памфлетов «Ментальная терапия» и «Эксклюзивные изыски VIPнутых», сборники рассказов «Полет розовой чайки» и «Долгое эхо детства» (два издания).
К 50-летию выхода на экраны страны художественного фильма С. А. Герасимова «Тихий Дон» издана книга «Громкое дело тихого Дона».
Изданы также исторические исследования: «Тихий Дон атамана Каледина», трилогия «По ту сторону России» в составе книг: «Убийство Донского атамана Каледина»; «Затертые страницы жизни генерала Корнилова»; «Загадки и тайны атамана Краснова», а также книга исторических версий «Самозванщина из века в век».
Автор книг и статей по теории культуры и многочисленных журналистских статей.
- Родионов Вячеслав Григорьевич. Казачий присуд. — Роман: [В 2 кн.]. — Ростов н/Д.: РостИздат, 2002—2004. — 796 с. — ISBN 5-7509-0573-X.
- Родионов Вячеслав Григорьевич. Ментальная терапия или мистические превращения казачьих чинов: памфлеты, очерки. — Роман: [В 2 кн.]. — Ростов-на-Дону: РостИздат, 2005. — 180 с. — ISBN 5-7509-0457-1.
- Родионов Вячеслав Григорьевич. Эксклюзивные изыски VIPнутых: околополитические памфлеты. — Роман: [В 2 кн.]. — Ростов-на-Дону: РостИздат, 2006. — 180 с. — ISBN 5-7509-0457-1.
- Родионов В. Г. Тихий Дон Атамана Каледина. — М.: «Алгоритм», 2007. — 288 с. — ISBN 978-5-9265-0416-0.
- Родионов В. Г. Громкое дело Тихого Дона. — М.: «Алгоритм», 2007. — 365 с. — ISBN 978-5-9265-0465-8.
- Родионов В. Г. Кн. 1: Убийство Донского атамана Каледина // По ту сторону России: трилогия. — М.: Современная музыка, 2009. — 416 с. — ISBN 978-5-93138-107-4.
- Родионов В. Г. Кн. 2: Генерал Корнилов: затертые страницы жизни // По ту сторону России: трилогия. — М.: Современная музыка, 2009. — 235 с. — ISBN 978-5-93138-106-6.
- Родионов В. Г. Кн. 3: Загадки и тайны атаманы Краснова // По ту сторону России: трилогия. — Москва: Современная музыка, 2009. — 416 с. — ISBN ISBN 978-5-93138-107-4.
- Родионов В. Г. Пилотаж. — М.: Современная музыка, 2014. — 331 с. — ISBN 978-5-93139-125-0.
- Родионов В. Г. Дни и ночи в СССР. — Изд. 2-е, испр. и доп. — Москва: Современная музыка, 2017. — 244 с. — 100 экз. — ISBN 5-7509-1232-9.
- Родионов  В. Г. Тайна хутора Диченского // Экран и сцена : периодическое издание. — 2016. — Май (№ 10). — С. 14—15.

## Награды
- медаль «Ветеран труда».
- Юбилейная медаль «55 лет Московской городской организации Союза писателей России 1954—2009 гг.».
- Юбилейная медаль к столетию М. А. Шолохова.